# GSC7105-2686
GSC7105-2686 — хімічно пекулярна зоря спектрального класу Si, що має видиму зоряну величину в смузі V приблизно 10,3.